# Тышкевич, Владислав Юзефович
Владисла́в Ю́зефович Тышке́вич (26 июня 1865, имение Ландварово — 21 сентября 1936, там же) — польский помещик, аристократ, граф, депутат Государственной думы Российской империи I созыва от Варшавы.

## Биография
Польский дворянин, католик. Сын Юзефа Тышкевича и Зофьи (Софьи) урожденной Хорваттов пол. Horwattów, его братья — Александр, Антанас, Юзеф и Феликс Тышкевичи. Их сестра Софья была замужем за Генрихом Дембинским.
Выпускник Петербургского училища правоведения 1886 года. Служил в Министерстве юстиции, позднее стал мировым судьей в городе Риге. Вступив в права наследства, переехал жить в свои родовые имения Ландварово Трокского уезда Виленской губернии и Корсаки. Открыл в Ландварове костёл. С конца XIX века жил в Варшаве. Руководитель Варшавского отделения Общества поддержки польской промышленности и торговли «Rozwój» («Развитие»). Член руководства Виленского сельскохозяйственного общества. Члена Комитета по созданию памятника Адаму Мицкевичу и комитета по строительству филармонии. Сохраняя семейные связи с Литвой, был одним из членов Вильнюсского сельскохозяйственного общества, служил в Комитете по сельскохозяйственной выставке в Вильнюсе. Начиная с 1904 года, включился в борьбу за расширение прав поляков, для этого организовывал вечера, собрания, занимался сбором подписей, был автором обращения к российскому правительству. Руководитель польской делегацией, вручившей 9 марта 1905 премьер-министру С. Ю. Витте петицию о необходимости полонизации школы в Царстве Польском. В 1904—1906 был дважды выслан в Архангельскую губернию за политическую деятельность под надзор полиции. После освобождения из ссылки он некоторое время жил в Италии.
В Милане основал антикварную фирму «Warowland» (анаграмма польского названия Ландварова — Landwarów), собравшую коллекцию значительной культурной, художественной и научной ценности. Позже коллекция была перевезена в Ландварове. В 1907 году для того, чтобы общественность могла познакомиться с коллекцией было создано Виленское общество науки и искусства. В него вошли братья Антоний и Юзеф Тышкевичи, архитектор Тадеуш Роствороский, Мариан Броэль-Платер, археолог Вандалин Шукевичас (Šukevičiaus), художник Болеслав Рушецкий и другие. Музей имел археологическую, нумизматическую, этнографическую и художественную коллекции, которые пожертвовали члены Ассоциации основателей и сторонники. Большая часть коллекции состояла из пожертвованной Тышкевичем коллекции Западной европейской живописи. Были и египетские, греческие, этрусские, римские древности, рукописи и различные собрания книг.
В 1907 году на в своём имении Ландварово создал летний лагерь для виленских детей. Крупный землевладелец.
20 апреля 1906 избран депутатом Государственной думы Российской империи I созыва от съезда городских избирателей Варшавы. Вошёл в Польское коло, участник составления его устава. Заседания Польского коло проходили в его квартире в Санкт-Петербурге. Член комиссии для составлению проекта всеподданнейшего адреса и бюджетной комиссии. 23 апреля 1906 года поставил свою подпись под заявлением 27 членов Государственной Думы от Царства Польского об отношении его к Российской империи по прежнему законодательству и по Основным государственным законам. При обсуждении ответного адреса безуспешно настаивал на включении в его текст требования о предоставлении автономии Царству Польскому. Принимал участие в прениях по аграрному вопросу.
После роспуска Государственной Думы продолжал общественную и политическую деятельность. Осенью 1907 вручил премьер-министру П. А. Столыпину записку по «еврейскому вопросу», требуя прекращения еврейских погромов, издания законов, которые должны регулировать положение евреев в империи.
Во время Первой мировой войны работал в Российском Красном Кресте на Кавказе. Сотрудничество с этой организацией продолжил и после обретения Польшей независимости, был правительственным комиссаром Польского Красного Креста.

## Семья
- Сестра — Зофья (1874—1958)[1], замужем за Генрихом Дембинским, депутатом Второй Государственной Думы, председателем Партии Реальной политик в 1908—1915 годах.
- Брат —  Александр (1864—1945)
- Жена (с 1892) — Мария Кристина Любомирская (1871, Краков — 8 января 1958, Рим).
  - Дочь — София Роза Мария Тышкевич-Потоцкая (8 февраля 1893, Варшава — 25 сентября 1989 года, там же)
  - Сын — Стефан Эугениуш Мария (24 ноября 1894, Варшава — 1 февраля 1976, Лондон).
  - Дочь — Розалия Роза Тышкевич-Мычильская (10 апреля 1897, Варшава — ?)
  - Сын — Эугениуш Станислав Мария[лит.] (21 января 1901, Варшава —  9 ноября 1990, Стокгольм).

## Сочинения
- Польское коло в Первой Российской Государственной Думе: Депутатский отчет Фр. Новодворского и Вл. Тышкевича. Варшава, 1907.